# Bassigny, partie Lorraine
Bassigny, partie Lorraine este o arie protejată (arie de protecție specială avifaunistică — SPA) din Franța întinsă pe o suprafață de 19.836 ha, integral pe uscat.

## Localizare
Centrul sitului Bassigny, partie Lorraine este situat la coordonatele 48°05′50″N 5°44′54″E / 48.09722°N 5.74833°E.

## Înființare
Situl Bassigny, partie Lorraine a fost declarat arie de protecție specială avifaunistică în baza directivei 79/409 din 1979 referitoare la conservarea păsărilor sălbatice pentru a proteja 17 specii de animale.

## Biodiversitate
Situată în ecoregiunea continentală, aria protejată nu include niciun habitat protejat.
La baza desemnării sitului se află mai multe specii protejate de  păsări (17): minunița (Aegolius funereus), pescăruș albastru (Alcedo atthis), cocoșul de mesteacăn (Bonasa bonasia), buha (Bubo bubo), caprimulg (Caprimulgus europaeus), barză neagră (Ciconia nigra), erete cenușiu (Circus pygargus), ciocănitoarea de stejar (Dendrocopos medius), ciocănitoare neagră (Dryocopus martius), muscar-gulerat (Ficedula albicollis), sfrâncioc roșiatic (Lanius collurio), ciocârlie de pădure (Lullula arborea), gaia neagră (Milvus migrans), gaia roșie (Milvus milvus), viespar (Pernis apivorus), ciocănitoare verzuie (Picus canus), sitar de pădure (Scolopax rusticola).
Pe lângă speciile protejate, pe teritoriul sitului au mai fost identificate 23 de specii de păsări.